# Eddie i krążowniki II: Eddie żyje!
Eddie i krążowniki II: Eddie żyje (tytuł oryg. Eddie and the Cruisers II: Eddie Lives) – amerykańsko-kanadyjski film fabularny (dramat muzyczny) z roku 1989. W roli tytułowej, podobnie jak w poprzedniku – Eddiem i krążownikach (1983) – wystąpił Michael Paré.

## Obsada
- Michael Paré – Eddie Wilson/Joe West
- Marina Orsini – Dianne Armani
- Bernie Coulson – Rick Diesel
- Matthew Laurance – Sal Amato
- Harvey Atkin – Lew Eisen

- Larry King
- Martha Quinn
- Bo Diddley